# Psidium arboreum
Psidium arboreum är en myrtenväxtart som beskrevs av Vell.. Psidium arboreum ingår i släktet Psidium och familjen myrtenväxter. Inga underarter finns listade i Catalogue of Life.